# Nicolas Sarkozy
Nicolas Sarkozy (IPA: nikɔˈla saʁkɔˈzi - phiên âmⓘ), sinh ngày 28 tháng 1 năm 1955 với tên Nicolas Paul Stéphane Sarközy de Nagy-Bocsa, là cựu tổng thống Pháp. Sarkozy kế nhiệm Jacques Chirac vào ngày 16 tháng 5 năm 2007. Ông thường được những người ủng hộ lẫn chống đối đặt cho biệt hiệu là Sarko.
Ngày 6 tháng 5 năm 2007, Sarkozy đắc cử tổng thống sau khi đánh bại đối thủ thuộc Đảng Xã hội, Ségolène Royal, trong cuộc tổng tuyển cử năm 2007. Sarkozy giành được 53,4% trong khi đối thủ của ông chỉ nhận được 46,6% phiếu bầu. Số cử tri đi bầu đạt 85,5%, mức cao nhất kể từ năm 1981 cho tới nay.
Trước đó, ông là lãnh tụ đảng UMP (Union pour un Mouvement Populaire) hữu khuynh. Ông giữ chức Bộ trưởng Nội vụ cho đến ngày 26 tháng 3 năm 2007.
Sarkozy nổi tiếng với lập trường bảo thủ trong các vấn đề luật pháp và trật tự, cùng khát vọng xây dựng một mô hình kinh tế mới cho nước Pháp cũng như khuyến khích một nền kinh tế tự do theo cung cách của Anh và Mỹ. Đặc biệt ông chủ trương thân Mỹ và được gọi là "một người Mỹ ở Paris".

## Đời tư

### Xuất thân
Nicolas Sarkozy là con trai của một di dân Hungary, Pál Sárközy de Nagy-Bócsa, và mẹ, Andrée Mallah, mang hai dòng máu Pháp và Do Thái.
Pál Sárközy sinh năm 1928 trong một gia đình quý tộc Hungary cấp thấp, sở hữu đất đai và một lâu đài nhỏ ở làng Alattyán, gần Szolnok, 92 km (57ml) phía đông Budapest. Cha và ông của Pál Sárközy từng giữ những chức vụ dân cử tại thị trấn Szolnok. Mặc dù gia đình chấp nhận đức tin Kháng Cách, mẹ của Pál Sárközy, Katalin Tóth de Csáford, đến từ một gia đình quý tộc Công giáo.
Năm 1944, khi Hồng Quân tiến vào Hungary, gia đình Sárközy di cư sang Đức. Họ trở lại Hungary năm 1945, nhưng toàn bộ gia sản đã bị tịch thu. Cha của Pál Sárközy qua đời và mẹ ông, vì sợ con trai bị sung quân và gửi đến Siberi nên giục ông rời bỏ quê hương. Pál Sárközy đến Áo, Đức rồi gia nhập đội quân Lê Dương Pháp. Năm 1948, ông trở lại đời sống dân sự và đến sinh sống tại Marseille nhưng vẫn không được nhập quốc tịch Pháp mãi cho đến thập niên 1970. Paul Sarkozy đến Paris, và nhờ có năng khiếu về nghệ thuật, ông tiến vào ngành quảng cáo. Tại đây, năm 1949, ông gặp Andrée Mallah, mẹ của Nicolas Sarkozy.
Andrée Mallah, khi ấy là sinh viên luật, con gái của Benedict Mallah, một bác sĩ danh tiếng và giàu có gốc Do Thái. Benedict Mallah sinh tại Thessaloniki, Hi Lạp, di cư sang Tây Ban Nha rồi đến Pháp.
Paul Sarkozy và Andrée Mallah sống tại Quận 17, Paris, họ có ba con trai: Guillaume, sinh năm 1951, chủ doanh nghiệp dệt may; Nicolas, sinh năm 1955; và François sinh năm 1957, giám đốc một công ty tư vấn y tế. Năm 1959, Paul Sarkozy bỏ vợ và con để sống với người vợ kế và có thêm hai con.

### Thiếu thời
Dù sở hữu một công ty quảng cáo và trở nên giàu có, cha của Sarkozy từ chối chu cấp cho vợ cũ và các con. Gia đình của Sarkozy phải sống nhờ trong một căn nhà của ông ngoại, Benedict Mallah, tại Quận 17. Về sau họ dời đến Neuilly-sur-Seine, một trong những khu dân cư giàu có nhất ở vùng Île-de-France, kế cận Quận 17 ở ngoại ô Paris. Theo Sarkozy, chính ông ngoại là người có ảnh hưởng lớn trên ông. Ông ngoại của Sarkozy, một người Do Thái theo Công giáo, đã giáo dưỡng Sarkozy trong đức tin Công giáo. Gần đây Sarkozy cho biết một trong những thần tượng của ông là Giáo hoàng John Paul II.
Theo lời kể của Sarkozy, việc người cha bỏ rơi mẹ con ông đã tác động mạnh đến sự hình thành tính cách của ông. Từ thời niên thiếu, Sarkozy cảm thấy tự ti trong giao tiếp với bạn học thuộc các gia đình giàu có. Cậu luôn chịu đựng cảm giác bất an (chiều cao của Sarkozy chỉ có 165 cm, tức 5 feet 5 inches, có lẽ do sống trong thiếu thốn, tương đối thấp so với tiêu chuẩn của Quận 17 và khu dân cư Neuilly), và luôn mang trong mình nỗi oán hận đối với bố. "Điều đã hình thành tính cách của tôi ngày nay là những sự khổ nhục mà tôi đã phải chịu đựng từ thời niên thiếu", tự thuật của Sarkozy.

### Học vấn
Sarkozy vào Lycée Chaptal, một trường trung học công lập ở Quận 8, và thi rớt lớp 6. Gia đình gửi cậu đến Cours Saint-Louis de Monceau, một trường trung học tư thục Công giáo tại Quận 17, ở đây học lực của cậu là trung bình, dù vậy Sarkozy cũng đậu bằng tú tài năm 1973. Sarkozy theo học luật và nhận bằng cao học luật doanh nghiệp tại Đại học Paris X Nanterre. Đây cũng là nơi khởi phát phong trào sinh viên Tháng Năm '68 và tiếp tục là thành lũy cho các tổ chức sinh viên cánh tả. Mặc dù vẫn được xem là một sinh viên trầm lặng, Sarkozy gia nhập và hoạt động tích cực cho tổ chức sinh viên cánh hữu. Sau khi tốt nghiệp, Sarkozy theo học tại Institut d'Études Politiques de Paris (1979-1981), nhưng không qua nổi kỳ thi tốt nghiệp vì trượt môn Anh văn. Sau khi vượt qua kỳ sát hạch của đoàn luật sư, Sarkozy trở thành luật sư chuyên ngành luật doanh nghiệp và luật gia đình. Về sau, ông đã sử dụng những kỹ năng này khi tiến hành thủ tục li dị với người vợ đầu, cũng như khi giúp mẹ ông trong thủ tục tố tụng buộc cha ông phải trả tiền chu cấp.
Sarkozy công bố trước Hội đồng Hiến pháp số tài sản của ông trị giá hai triệu euro, hầu hết là tiền bảo hiểm. Ông nhận 101 000 euro mỗi năm là khoản lương dành cho Tổng thống Pháp.

## Hôn nhân
Ngày 23 tháng 9 năm 1982, Sarkozy kết hôn với Marie-Dominique Culioli, con gái của một dược sĩ đến từ Vico (một ngôi làng ở phía bắc Ajaccio, Corse). Họ có hai con trai, Pierre (sinh năm 1985) và Jean (1987). Người làm chứng cho cuộc hôn nhân của Sarkozy là một chính trị gia cánh hữu nổi tiếng Charles Pasqua, về sau trở thành một nhà chính trị đối lập. Đến năm 1996, Sarkozy mới chính thức ly hôn với Culioli, dù hai người đã sống ly thân từ vài năm trước.
Khi đang là thị trưởng Neuilly, Sarkozy gặp Cécilia Ciganer-Albeniz (cháu gái nhà soạn nhạc Isaac Albéniz, và là con gái của một thương gia gốc Nga), khi ông đứng chủ hôn cho cô và chồng, Jacques Martin, một người dẫn chương trình truyền hình nổi tiếng. Cécilia trước đó là người mẫu thời trang và là nhân viên quan hệ công chúng. Năm 1988, Cécilia Ciganer-Albeniz bỏ chồng để đến với Sarkozy, và ly dị Martin một năm sau đó. Tháng 10 năm 1996, Sarkozy kết hôn với Cécilia. Hai người có một con trai, Louis, sinh ngày 23 tháng 4 năm 1997.
Từ năm 2002 đến 2005, hai người thường xuyên xuất hiện trước công chúng, Cécilia hoạt động trong cương vị phụ tá chính cho chồng. Tuy nhiên, ngày 25 tháng 5 năm 2005, nhật báo Thụy Sĩ Le Matin chạy tin Cécilia đã bỏ Sarkozy để đến với một người Maroc gốc Pháp, Richard Attias, giám đốc điều hành công ty quảng cáo và truyền thông Publicis tại New York. Sarkozy kiện tờ báo, nhưng trong thời gian này, có tin ông cũng đang quan hệ với một nhà báo nữ, Anne Fulda, đang làm việc cho tờ Le Figaro.
Tháng 1 năm 2006, Sarkozy tìm cách hòa giải với Cécilia. Đầu năm 2006, ông cho báo chí biết đã chào đón Cécilia trở về từ Mỹ, mặc dù không ai biết chính xác tiến trình hòa giải diễn ra như thế nào.
Ngày 18 tháng 10 năm 2007, văn phòng tổng thống thông báo Nicolas Sarkozy và Cécilia Ciganer-Albeniz đã ly hôn do sự đồng thuận từ hai phía (divorce par consentement mutuel) từ ngày 15 tháng 10. Cũng nên biết rằng Ciganer-Albeniz không thể đệ đơn ra tòa xin ly dị, vì cớ quyền đặc miễn tài phán dành cho tổng thống.
Sau hai tháng ly hôn, cuối cùng Tổng thống Pháp Nicolas Sarkozy đã tìm được một tình yêu mới - Carla Bruni, một siêu mẫu người Pháp lai Ý. Ông đã đưa bạn gái đến Ai Cập để nghỉ lễ Giáng sinh. Hai người cưới nhau vào ngày 2 tháng 2 năm 2008.

## Chính trường
Những người thuộc cánh hữu và cánh tả đều nhìn nhận Sarkozy là một chính khách lão luyện và một diễn giả gây nhiều ấn tượng. Những người ủng hộ tập chú vào sức thu hút cá nhân, sáng kiến chính trị và ước muốn "làm một cú đột phá ngoạn mục" của ông; trong khi những người chống đối cho rằng Sarkozy đang tách rời khỏi những nguyên tắc kinh tế và xã hội của nước Pháp để theo đuổi những cải cách kinh tế kiểu Mỹ. Đại thể, trong mắt mọi người Sarkozy là người đứng đầu trong số những chính trị gia thân Mỹ.

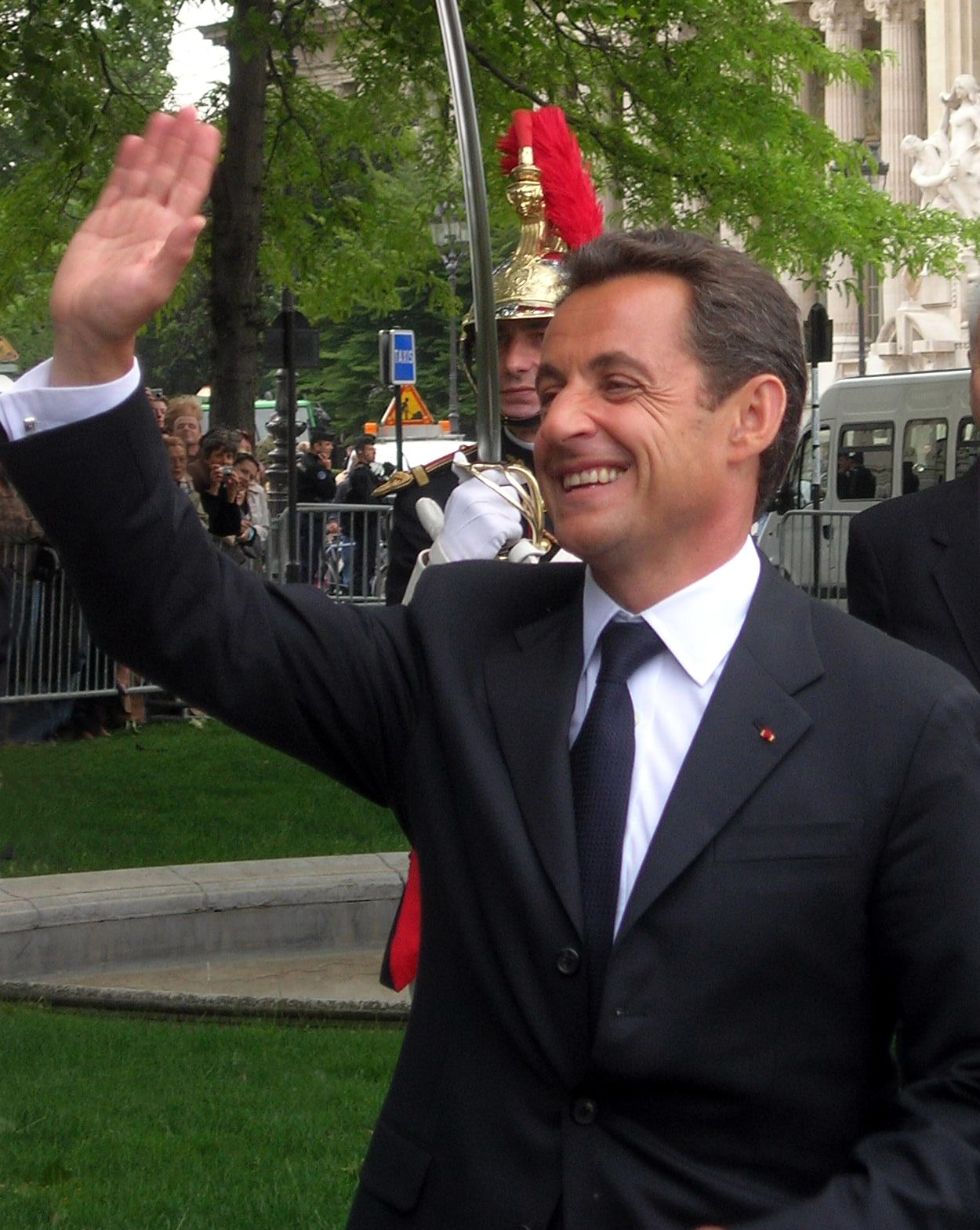
Nicolas Sarkozy

Từ tháng 11 năm 2004, Sarkozy trở thành chủ tịch UMP, đảng chính trị cánh hữu chính yếu tại Pháp, được bổ nhiệm vào chức Bộ trưởng Nội vụ trong chính phủ Dominique de Villepin, trở thành nhân vật thứ ba trong nấc thang quyền lực ở Pháp, chỉ sau Tổng thống và Thủ tướng. Trong các chức trách của ông có việc thực thi luật pháp, điều phối giữa chính phủ trung ương và chính quyền các địa phương, cũng như chịu trách nhiệm về các vấn đề tôn giáo. Trước đó, Sarkozy là nghị sĩ quốc hội trước khi từ nhiệm để nhận chức bộ trưởng. Ông cũng từng đảm trách chức vụ Bộ trưởng Tài chính.
Sarkozy khởi đầu sự nghiệp chính trị từ lúc 22 tuổi khi trở thành nghị viên hội đồng thành phố Neuilly-sur-Seine, một khu ngoại ô giàu có và biệt lập ở phía tây Paris, rồi đắc cử thị trưởng sau khi thị trưởng đương nhiệm Achille Peretti qua đời. Lúc ấy, Sarkozy là thị trưởng trẻ tuổi nhất nước Pháp, đứng đầu một thị trấn hơn 50.000 cư dân. Sau khi phục vụ ở cương vị thị trưởng từ năm 1983 đến 2002, Sarkozy đắc cử vào Quốc hội.
Năm 1993, Sarkozy trở thành tâm điểm của các bản tin trong nước khi đích thân đàm phán với một người mang bom bắt giữ các em học sinh mẫu giáo làm con tin tại Neuilly. Hung thủ bị giết chết sau hai ngày thương thuyết khi nhóm RAID bí mật tiến vào trường học lúc hung thủ đang nghỉ ngơi.
Từ năm 1993 đến 1995, Sarkozy là bộ trưởng ngân sách và phát ngôn nhân cho chính phủ của Thủ tướng Édouard Balladur. Suốt trong thời kỳ đầu của sự nghiệp chính trị, Sarkozy được xem là chính trị gia được Jacqué Chirac đỡ đầu. Trong nhiệm kỳ bộ trưởng ngân sách, Sarkozy đã làm gia tăng nợ quốc gia lên đến mức cao hơn bất cứ bộ trưởng ngân sách nào khác ngoại trừ người tiền nhiệm của ông, đến 200 tỉ euro (năm tài chính 1994-1996). Thâm hụt ngân sách bằng 6% GDP, trong khi theo Hiệp ước Maastricht, mức thâm hụt ngân sách của Pháp không được vượt quá 3% GDP.
Dù vậy, đến năm 1995, Sarkozy bỏ Chirac và quay sang ủng hộ Balladur trong cuộc chạy đua cho chức tổng thống. Sau khi Chirac đắc cử, Sarkozy mất chức bộ trưởng ngân sách và thấy mình đứng bên ngoài hệ thống quyền lực. Người ta tin rằng Chirac xem việc Sarkozy về phe Balladur là một sự phản bội. Từ đó, hai người luôn tỏ ra gớm ghiếc lẫn nhau.
Đến năm 1997, khi cánh hữu thất bị trong cuộc bầu cử quốc hội, Sarkozy quay trở lại và trở thành nhân vật số hai của RPR. Khi lãnh tụ đảng, Philippe Séguin, từ nhiệm năm 1999 Sarkozy nắm giữ vị trí lãnh đạo. Nhưng đảng của ông rơi vào tình trạng thảm hại nhất khi chỉ chiếm được 12,7% số phiếu bầu trong cuộc tuyển cử Nghị viện châu Âu năm 1999, thua cả đảng đối lập Tập hợp vì nước Pháp của Charles Pasqua, Sarkozy mất chức lãnh đạo đảng.
Tuy vậy, sau khi tái đắc cử tổng thống năm 2002, Chirac bổ nhiệm Sarkozy làm Bộ trưởng Nội vụ trong nội các Jean-Pierre Raffarin, bất kể những bất đồng giữa hai người. Sau bài diễn văn quan trọng của Chirac đọc ngày 14 tháng 7 về an toàn giao thông, Sarkozy đẩy mạnh nỗ lực thông qua luật cho phép chính phủ mua một số lượng lớn máy ghi hình tốc độ, cùng lúc phát động chiến dịch cảnh báo người dân về những nguy cơ trong giao thông.

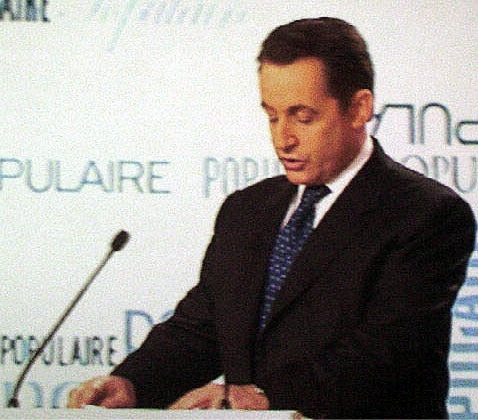
Nói chuyện trước đại hội Đảng UMP, năm 2004

Sau đợt cải tổ chính phủ ngày 31 tháng 3 năm 2004, Sarkozy được giao đảm trách Bộ Tài chính. Căng thẳng gia tăng giữa Sarkozy và Chirac cũng như trong nội bộ UMP, khi Sarkozy tiếp tục nuôi tham vọng trở thành lãnh tụ đảng một khi khả năng Alain Juppé từ chức trở nên rõ ràng. Sự căng thẳng này càng trở nên rõ rệt khi Sarkozy không che giấu ý định ra tranh cử tổng thống trong năm 2007. Xuất hiện trên kênh truyền hình France 2, khi được hỏi có nghĩ đến kỳ bầu cử tổng thống mỗi khi cạo râu vào buổi sáng không, câu trả lời của Sarkozy là, "không chỉ lúc cạo râu".
Tháng 11 năm 2004, sau khi chiếm 85% phiếu bầu Sarkozy trở thành lãnh tụ đảng. Theo một thỏa thuận với Chirac, Sarkozy từ nhiệm bộ trưởng. Sự thăng tiến của Sarkozy đánh dấu tình trạng phân hóa trong UMP với một nhóm theo Sarkozy, một nhóm khác theo Brice Hortefeux, còn nhóm thứ ba trung thành với Chirac thì ủng hộ Jean-Louis Debré.
Tháng 1 năm 2005, Sarkozy được Tổng thống Chirac trao tặng huân chương Chevalier de la Légion d'honneur, đến tháng 3 ông tái đắc cử vào Quốc hội (theo Hiến pháp, Sarkozy phải từ chức nghị sĩ khi nhận chức bộ trưởng trong năm 2002).

### Bộ trưởng Nội vụ (nhiệm kỳ đầu)
Đến cuối nhiệm kỳ thứ nhất, uy tín của Sarkozy tăng cao, ông được xem là chính trị gia bảo thủ được lòng dân nhất theo các cuộc thăm dò dư luận từ đầu năm 2004. Chính sách cứng rắn của Sarkozy đối phó với tình trạng phạm pháp, trong đó có biện pháp gia tăng sự hiện diện của cảnh sát trên đường phố và hằng tháng công bố các chỉ số về phạm pháp, được nhiều người ủng hộ nhưng cũng không ít người chỉ trích.
Sarkozy tìm cách làm giảm sự căng thẳng giữa người dân Pháp và cộng đồng Hồi giáo. Không giống Công giáo và các giáo hội Kháng Cách, cộng đồng đạo Hồi tại Pháp thiếu một cấu trúc tập hợp người Hồi giáo để có thể đứng ra đàm phán với chính phủ. Sarkozy thấy cần có một tổ chức như thế, ông giúp thành lập Conseil français du culte musulman (Hội đồng Hồi giáo Pháp) vào tháng 5 năm 2003. Ông cũng đề nghị sửa đổi luật phân lập giữa nhà nước và giáo hội năm 1905, để có thể sử dụng ngân sách hỗ trợ tài chính cho các nhà thờ và các tổ chức Hồi giáo khác, nhằm giúp họ bớt phụ thuộc vào các nguồn tài chính từ bên ngoài.

### Bộ trưởng Nội vụ (nhiệm kỳ hai)
Trở lại Bộ Nội vụ sau khi từ nhiệm khỏi Bộ Tài chính lúc đắc cử vào vị trí lãnh tụ đảng, Sarkozy tỏ ra thận trọng hơn khi đề ra các chính sách, thay vì tập chú vào các vấn đề luật pháp và trật tự, chủ đề mà ông ưa thích, Sarkozy xem xét chúng trong bối cảnh rộng lớn hơn, thể hiện tầm nhìn của nhà lãnh đạo đảng UMP.

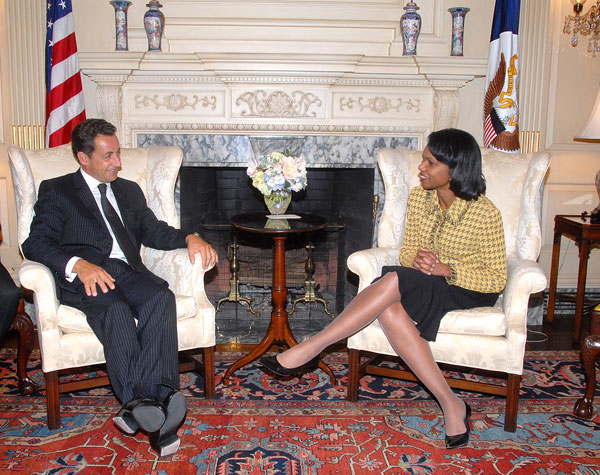
Bộ trưởng Nội vụ Sarkozy gặp Ngoại trưởng Hoa Kỳ Condi Rice, 12 tháng 9 năm 2006

Tuy nhiên, những cuộc bạo động bùng nổ trong mùa thu 2005 đã khiến công luận quan tâm đến khả năng thực thi luật pháp của chính phủ. Sarkozy bị cáo buộc đã kích động tình trạng hỗn loạn vì gọi những thanh niên bạo loạn tại Argenteuil gần Paris là "lũ tiện dân" (racaille). Sarkozy cũng kết tội "bọn côn đồ" và các băng đảng về cái chết của hai thanh niên. Những nhận xét này của Sarkozy đã bị chỉ trích kịch liệt bởi những người cánh tả và một thành viên chính phủ, Azouz Begag.

### Lãnh tụ đảng UMP
Trước khi đắc cử tổng thống, Sarkozy lãnh đạo UMP, một chính đảng có lập trường bảo thủ. Trong giai đoạn này, số đảng viên gia tăng đáng kể.
Từ năm 2005, Sarkozy ngày càng lớn tiếng kêu gọi thay đổi triệt để các chính sách kinh tế và xã hội tại Pháp. Trong một cuộc phỏng vấn với tờ Le Monde, số ra ngày 8 tháng 9 năm 2005, ông nói rằng người dân Pháp đã bị dẫn dắt lạc lối trong suốt 30 năm qua bởi những lời hứa hẹn dối trá. Ông tuyên bố sẽ xét lại các chính sách không thực tế và kêu gọi:
- xây dựng một hệ thống thuế đơn giản và công bằng hơn, hạn chế các lỗ hổng trong hệ thống luật cũng như ấn định thuế suất tối đa là 50% lợi tức.
- ủng hộ các biện pháp cắt giảm hoặc từ chối những khoản trợ cấp xã hội dành cho người thất nghiệp không chịu nhận việc làm.
- nỗ lực cắt giảm thâm thủng ngân sách, ông tuyên bố rằng nước Pháp đã có lúc không mắc nợ.

Sarkozy kích hoạt các cuộc tranh luận khi tuyên bố muốn cải cách các quy định nhập cư, thiết lập định mức dành cho di dân có tay nghề mà nền kinh tế Pháp đang cần.

## Tranh cử Tổng thống
Ngày 14 tháng 1 năm 2007, Sarkozy được UMP chọn làm ứng viên cho kỳ bầu cử tổng thống năm 2007. Không có đối thủ, ông giành được 98% phiếu bầu. Trong số 327.000 thành viên UMP có quyền bầu phiếu, 69% bỏ phiếu qua mạng.

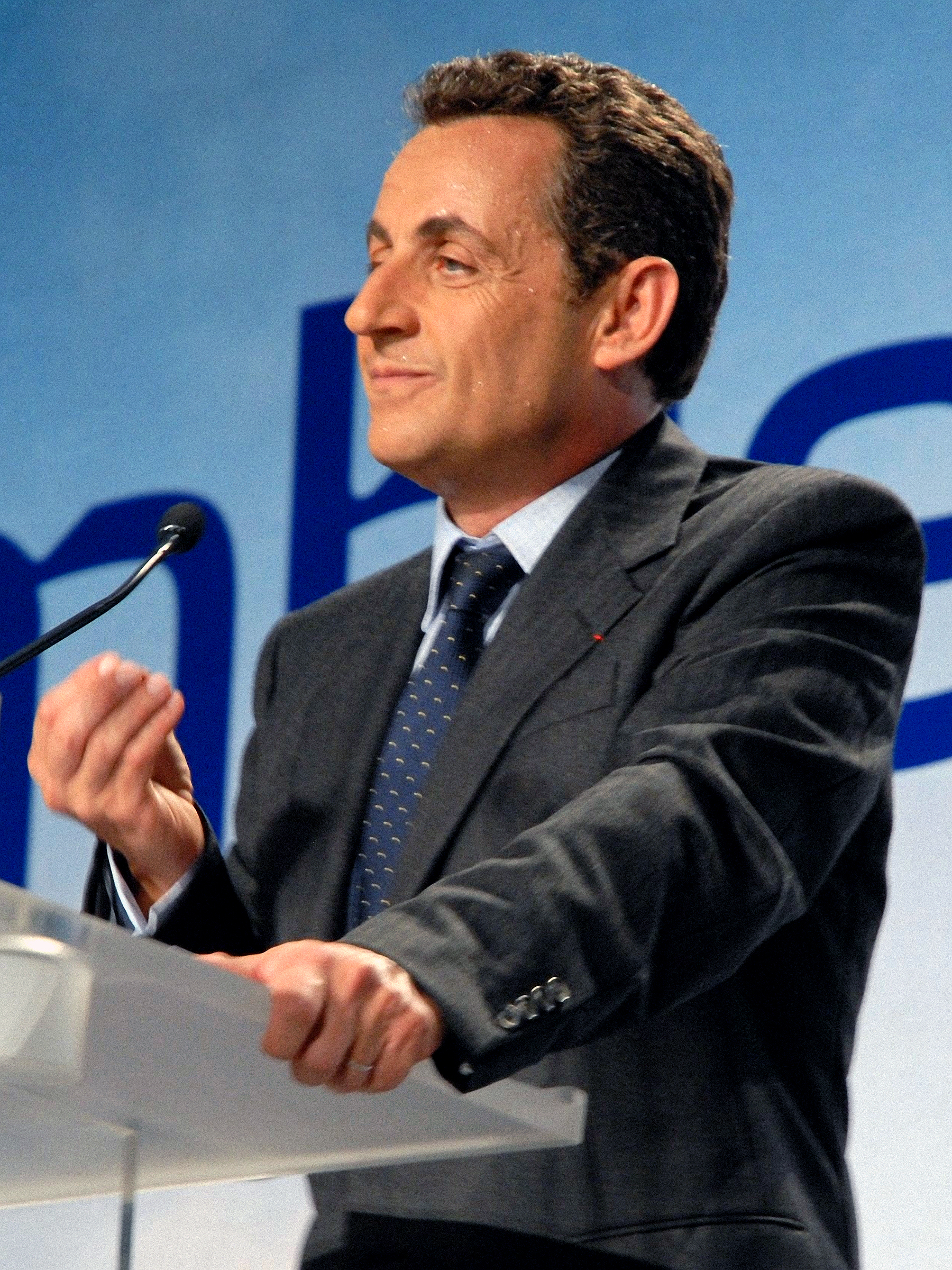
Sarkozy diễn thuyết tại Toulouse trong cuộc vận động tranh cử tổng thống năm 2007

Trong một cuộc tranh luận trên kênh truyền hình TF1, Sarkozy ủng hộ chính sách ưu đãi người thiểu số. Dù chống đối hôn nhân đồng tính, ông ủng hộ tình trạng kết hợp dân sự.
Ngày 21 tháng 3, Tổng thống Jacques Chirac tuyên bố ủng hộ Sarkozy, ông nói rằng Sarkozy là sự chọn lựa của đảng UMP, "vì vậy chẳng có gì lạ khi tôi dành cho ông lá phiếu và sự hậu thuẫn của tôi". Để tập trung vào chiến dịch vận động tranh cử, ngày 26 tháng 3 Sarkozy từ chức bộ trưởng nội vụ.
Trong cuộc đua, các đối thủ chỉ trích Sarkozy là "ứng cử viên bạo tàn", đại biểu của lập trường cứng rắn. Tuy nhiên, sự ủng hộ cử tri dành cho Sarkozy nhiều đủ để ông dẫn đầu trong suốt cuộc vận động, luôn dẫn trước đối thủ thuộc Đảng Xã hội Ségolène Royal.
Vòng đầu cuộc bầu cử diễn ra ngày 22 tháng 4 năm 2007. Nicolas Sarkozy về đầu với 32,18% số phiếu bầu, Ségolène Royal 25,87%. Trong vòng sau, Sarkozy bứt lên với 53,06% trong khi Royal chỉ giành được 46,94% số phiếu. Trong diễn từ đọc ngay sau khi kết quả bầu cử được công bố, Sarkozy nhấn mạnh đến nhu cầu hiện đại hóa nước Pháp, đồng thời kêu gọi sự hòa hợp dân tộc, nhắc lại rằng Royal luôn ở trong tâm trí ông. Ông nói, "Nước Pháp đã quyết định từ bỏ ý thức hệ và những tập quán cũ. Tôi sẽ nỗ lực phục hồi các giá trị của công việc, thẩm quyền, uy tín và sự tôn trọng dành cho đất nước chúng ta".

## Tổng thống Pháp
Ngày 16 tháng 5 năm 2007, Nicolas Sarkozy trở thành Tổng thống thứ sáu của Đệ Ngũ Cộng hòa Pháp.
Nghi lễ chuyển giao quyền lực từ Jacques Chirac diễn ra vào lúc 11:00 (9:00 UTC) tại Điện Élysée, tại đây Nicolas Sarkozy nhận bộ mật mã điều khiển kho vũ khí hạt nhân của Pháp và được trao khiên chương Tổng Chỉ huy, biểu tượng của chức danh Tổng Chỉ huy Binh đoàn Danh dự. Ngay lúc ông chính thức trở thành tổng thống, nhạc khúc Leyneda của nhà soạn nhạc Tây Ban Nha Isaac Albéniz được trình tấu nhằm tôn vinh phu nhân tổng thống, Cécilia Sarkozy, bà cũng là cháu gái của Albéniz. Cả mẹ tổng thống, Andrée, và Pal, người cha đã bỏ rơi Nicolas từ bé mà ông đã hòa giải, cùng tham dự buổi lễ với sự có mặt của các con của Sarkozy. Đoàn xe hộ tống chiếc Peugeot 607 Paladine của tổng thống từ Điện Élysée đến Đại lộ Champs-Élysées tham dự buổi lễ công cộng tại Khải Hoàn Môn.

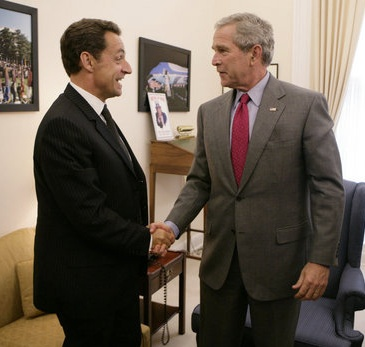
Gặp Tổng thống Hoa Kỳ George W. Bush

Ngay chiều hôm đó, tân tổng thống bay đến Berlin để hội kiến với Thủ tướng Đức Angela Merkel.
François Fillon được bổ nhiệm thay thế Thủ tướng Dominique de Villepin. Sarkozy cũng bổ nhiệm Bernard Kouchner, nhà sáng lập tổ chức Thầy thuốc Không Biên giới (Médecins Sans Frontières), làm ngoại trưởng. Ngoài Kouchner, còn có ba chính trị gia cánh tả đảm nhận các vị trí trong chính phủ, gồm có Eric Besson, từng là cố vấn kinh tế cho Ségolène Royal khi bà khởi đầu chiến dịch tranh cử. Sarkozy bổ nhiệm 7 nữ chính khách vào nội các gồm 15 thành viên; trong đó có Bộ trưởng Tư pháp Rachida Dati, người phụ nữ gốc Bắc Phi đầu tiên tham gia một nội các Pháp. Trong số 15 thành viên nội các, có hai người từng học ở École Nationale d'Administration (Học viện Hành chánh Quốc gia). Các bộ trưởng được sắp xếp lại và khai sinh hai bộ mới: Bộ Nhập cư, Hội nhập, Bản sắc Dân tộc và Đồng Phát triển – giao cho cánh tay mặt của Sarkozy, Brice Hortefeux – và Bộ Ngân sách, Kế toán công và Hành chính Dân sự - thuộc về Éric Wœrth. Tuy nhiên, sau kỳ tuyển cử Quốc hội ngày 17 tháng 6, Nội các được điều chỉnh còn 15 bộ trưởng và 16 thứ trưởng, tổng cộng có 31 thành viên.
Một thời gian ngắn sau khi nhậm chức, Tổng thống Sarkozy khởi sự đàm phán với Tổng thống Colombia Álvaro Uribe và lực lượng du kích cánh tả FARC nhằm phóng thích các con tin bị bắt giữ bởi phiến quân, đặc biệt là chính trị gia Colombia gốc Pháp Ingrid Betancourt. Theo các nguồn tin, Sarkozy yêu cầu Uribe trả tự do cho "thủ tướng" FARC Rodrigo Granda. Mặt khác, ngày 24 tháng 7 năm 2007, Pháp và các đại diện châu Âu đạt được thỏa thuận dẫn độ các điều dưỡng người Bulgaria bị giam giữ ở Libya. Đổi lại, Sarkozy ký với Muammar al-Gaddafi hiệp ước an ninh, y tế và nhập cư – cùng thỏa thuận bán hỏa tiễn chống tăng MILAN trị giá 230 triệu USD.
Ngày 8 tháng 6 năm 2007, tại hội nghị thượng đỉnh G8 lần thứ 33 tại Heiligendamm, Sarkozy thiết lập mục tiêu đến năm 2050, Pháp giảm 50% lượng khí thải nhằm ngăn chận tình trạng nóng ấm toàn cầu. Ông tích cực vận động cho Dominique Strauss-Kahn, một nhân vật thuộc Đảng Xã hội, trở thành ứng cử viên của Âu châu tranh chức giám đốc Quỹ tiền tệ quốc tế. Những người chỉ trích cho rằng Sarkozy ủng hộ Strauss-Kahn nhằm thu hút khỏi Đảng Xã hội một trong những chính khách được yêu thích nhất.
UMP chiếm thế đa số trong kỳ bầu cử quốc hội năm 2007 dù không đạt được chiến thắng như mong đợi. Với lợi thế đa số, UMP giúp Sarkozy hoàn thành một trong những hứa hẹn khi tranh cử là thu hồi thuế thừa kế. Trước đây, thuế thừa kế đem vào kho bạc nước Pháp 8 tỉ euro.
Sau chiến thắng trong cuộc tuyển cử, phe đa số UMP giảm thuế, nhất là cho tầng lớp thượng trung lưu, nhằm gia tăng GDP mà không chịu cắt giảm chi tiêu quốc gia. Sarkozy bị Ủy ban châu Âu chỉ trích do động thái này. Sarkozy phá vỡ thông lệ khi không chịu ân xá hằng ngàn tù nhân đang bị nhồi nhét trong các trại giam nhân ngày lễ Bastille, một truyền thống được thiết lập bởi Napoléon từ năm 1802 kỷ niệm ngày phá ngục Bastille trong thời kỳ Cách mạng Pháp.
Trong kỳ nghỉ, Sarkozy đem gia đình đến Hồ Winnipesaukee ở New Hampshire, lưu trú trong một tòa nhà 11 phòng tắm nằm sát bờ biển của cựu giám đốc Microsoft, Michael Appe. Sarkozy đến đây bằng một phi cơ phản lực thương mại, nhưng khi Hồng y Lustiger, Tổng Giám mục Paris từ trần; ngày 10 tháng 8, một chiếc máy bay của tổng thống chở ông đến Paris để tham dự tang lễ rồi quay lại Mỹ. Ngày 21 tháng 8, ông trở lại Pháp bằng một máy bay thương mại.
Với tư cách Chủ tịch luân phiên Liên minh châu Âu, ông đã có những đóng góp đáng kể nhằm lặp lại hòa bình sau chiến tranh Nam Ossetia 2008.
Tháng 6 năm 2009, Sarkozy tạo cơ hội cho việc cấm mặc y phục Hồi giáo ở nơi công cộng khi tuyên bố trong một cuộc họp của nghị viện tại lâu đài Versailles rằng cách ăn mặc đó "không được hoan nghênh" ở Pháp. Một ủy ban nghị viện tìm hiểu về vấn đề này trong vòng sáu tháng.
Trong cuộc bầu cử tổng thống cuối tháng 4 đầu tháng 5 năm 2012, Sarkozy không thể tái đắc cử sau khi thua ứng cử viên cánh tả François Hollande của đảng Xã hội với tỉ lệ 48,3% so với 51,7%. Nhiệm kỳ tổng thống của ông kết thúc vào ngày 16 tháng 5 năm 2012.

## Hình ảnh
Có thể nói Sarkozy đặc biệt quan tâm đến việc xây dựng hình ảnh của mình trước công chúng. Ông được tạp chí Mỹ Vanity Fair xếp thứ 68 trong danh sách những người mặc trang phục đẹp nhất, trong danh sách này có David Beckham và Brad Pitt. Sarkozy quan tâm đến hình ảnh cá nhân của mình đến mức đã sử dụng biện pháp kiểm duyệt, như trường hợp đối với tờ Paris Match, người ta tin rằng Sarkozy đã buộc giám đốc tờ báo phải từ chức sau khi ông này cho đăng bài viết về quan hệ giữa vợ ông, Cécilia Sarkozy, với giám đốc Publicis Richard Attias, hoặc gây áp lực đối với tờ Journal du dimanche khi nhật báo này chuẩn bị cho đăng một bài viết về quyết định của Cécilia không đi bầu phiếu trong vòng hai cuộc tuyển cử tổng thống năm 2007.

## Sức khỏe
Sarkozy được đưa gấp đến một bệnh viện quân sự bằng trực thăng vào Chủ Nhật, ngày 26 tháng 7 năm 2009 sau khi cảm thấy "khó ở trong mình" do một cuộc chạy bộ thể dục rất tốn sức vào một buổi trưa nóng nực. Các bác sĩ quân y đã tiến hành một loạt các cuộc thử nghiệm cho vị tổng thống 54 tuổi này tại một dinh thự dành cho tổng thống ở ngoại vi của thủ đô. Mặc dù Điện Elysée nói các kết quả thử nghiệm sau đó đều bình thường thế nhưng Sarkozy vẫn phải nằm lại bệnh viện cho đến ít nhất là sáng ngày 27 tháng 7. Văn phòng Tổng thống phủ nhận việc ông bất tỉnh trong vụ đó. Trước đó, bộ trưởng Y tế lại nói rằng nhà lãnh đạo của Pháp đã ngất xỉu và chánh văn phòng của Sarkozy cũng có lời phát biểu hàm ngụ ý là ông ấy đã bất tỉnh.

### Websites chính thức
- President of France
- Nicolas Sarkozy Construire Ensemble—Official web site of the presidential campaign Lưu trữ ngày 7 tháng 6 năm 2007 tại Wayback Machine
- Website of the UMP, Sarkozy's party Lưu trữ ngày 21 tháng 5 năm 2015 tại Wayback Machine
- Nicolas Sarkozy Lưu trữ ngày 5 tháng 3 năm 2021 tại Wayback Machine–Official Website
- Supporters de Sarkozy–Official Website of Nicolas Sarkozy's supporters

### Báo chí
- Interview after One Month in Office in Le Figaro, 07.06.2007 Lưu trữ ngày 14 tháng 12 năm 2011 tại Wayback Machine
- Charlie Rose show 02.02.07 (video interview at Place Beauvau, Paris with PBS journalist Charlie Rose, 30.01.07)
- Sarkozy takes over Chirac's UMP party (BBC)
- Profile: Nicolas Sarkozy (BBC)
- Nicolas Sarkozy: French Choose the American Way? Lưu trữ ngày 4 tháng 8 năm 2016 tại Wayback Machine by David Storobin
- Vive this difference Lưu trữ ngày 3 tháng 5 năm 2012 tại Wayback Machine by Suzanne Fields
- Road Safety in France (FIA Foundation)PDF (629 KiB)
- France's chance, Economist, 12 April 2007
- Letter From Europe- Round 1 Jane Kramer, The New Yorker, ngày 23 tháng 4 năm 2007

### Nội dung liên quan
- Extended biography by CIDOB Foundation Lưu trữ ngày 3 tháng 5 năm 2012 tại Wayback Machine
- Sarkozy 2007 Lưu trữ ngày 3 tháng 5 năm 2007 tại Wayback Machine—Website to promote Nicolas Sarkozy's candidacy in 2007
- Some Nicolas Sarkozy's quotations

|  | Các tổng thống Cộng hòa Pháp |

| 18 | 48                       | 18                       | 52 | 18 | 71             | 18             | 73                   | 18                   | 79          | 18          | 87          | 18          | 94                  | 18                  | 95          | 18          | 99 |
|    | Louis-Napoléon Bonaparte | Louis-Napoléon Bonaparte | –  | –  | Adolphe Thiers | Adolphe Thiers | Patrice de Mac-Mahon | Patrice de Mac-Mahon | Jules Grévy | Jules Grévy | Sadi Carnot | Sadi Carnot | Jean Casimir-Perier | Jean Casimir-Perier | Félix Faure | Félix Faure |    |

| 18 | 99           | 19           | 06               | 19               | 13               | 19               | 20             | 19             | 20                  | 19                  | 24               | 19               | 31          | 19          | 32            | 19            | 40 | 19 | 47 |
|    | Émile Loubet | Émile Loubet | Armand Fallières | Armand Fallières | Raymond Poincaré | Raymond Poincaré | Paul Deschanel | Paul Deschanel | Alexandre Millerand | Alexandre Millerand | Gaston Doumergue | Gaston Doumergue | Paul Doumer | Paul Doumer | Albert Lebrun | Albert Lebrun | –  | –  |    |

| 19 | 47             | 19             | 54        | 19        | 59                | 19                | 69               | 19               | 74                       | 19                       | 81                  | 19                  | 95             | 20             | 07              | 20              | 12                | 20                | 17              | ...             |  |
|    | Vincent Auriol | Vincent Auriol | René Coty | René Coty | Charles de Gaulle | Charles de Gaulle | Georges Pompidou | Georges Pompidou | Valéry Giscard d'Estaing | Valéry Giscard d'Estaing | François Mitterrand | François Mitterrand | Jacques Chirac | Jacques Chirac | Nicolas Sarkozy | Nicolas Sarkozy | François Hollande | François Hollande | Emmanuel Macron | Emmanuel Macron |  |